# Bistum Guarabira
Das Bistum Guarabira (lateinisch Dioecesis Guarabirensis) ist eine in Brasilien gelegene römisch-katholische Diözese mit Sitz in Guarabira im Bundesstaat Paraíba.

## Geschichte
Das Bistum Guarabira wurde am 11. Oktober 1980 durch Papst Johannes Paul II. aus Gebietsabtretungen des Erzbistums Paraíba errichtet und diesem als Suffraganbistum unterstellt.

## Bischöfe von Guarabira
- Marcelo Pinto Carvalheira OSB, 1981–1995, dann Erzbischof von Paraíba
- Antônio Muniz Fernandes OCarm, 1998–2006, dann Erzbischof von Maceió
- Francisco de Assis Dantas de Lucena, 2008–2016, dann Bischof von Nazaré
- Aldemiro Sena dos Santos, seit 2017